# NGC 2184
NGC 2184 est un amas ouvert, situé dans la constellation d'Orion. Il a été découvert par l'astronome britannique John Herschel en 1830. NGC 2184 est aussi appelé les mini Hyades.
NGC 2184 est à environ 640 pc (∼2 090 al) du système solaire et les dernières estimations donnent un âge de 234 millions d'années. La taille apparente de l'amas est de 33 minutes d'arc, ce qui, compte tenu de la distance, donne une taille réelle maximale d'environ 20 années-lumière.